# 蛇姓
蛇姓，中國罕見姓氏。據《康熙字典》引《通志·氏族略》提到蛇姓望出於雁門。「蛇」亦通「虵」，因此姓蛇者亦可寫成「虵」。
齐国公族中有受封於蛇丘者，后人以蛇为姓，屬於姜姓支流，蛇同時也是上古受人尊崇的圖騰，但後來蛇的地位不再顯赫，許多蛇姓人紛紛改姓佘。

## 名人
- 虵皇后：後秦武昭帝姚萇的皇后，是南安（今甘肅隴西）人。
- 蛇節：元朝彝族土司的妻子。
- 蛇元，後秦建武將軍。

## 分布
安徽大約有四十四人姓蛇，不過可能只是少數民族姓名的第一字。

## 延伸阅读
[在维基数据编辑]
 《欽定古今圖書集成·明倫彙編·氏族典·蛇姓部》，出自陈梦雷《古今圖書集成》